# Thomas Flatman
Thomas Flatman (Londres, 21 de febrero de 1635 - Londres, 8 de diciembre de 1688) fue un pintor miniaturista y poeta inglés, que estudió en el Winchester College, y destacó por sus firmes convicciones realistas. Sus obras completas fueron compiladas en Poems and Songs (1674).